# マカリイ1世 (モスクワ府主教)

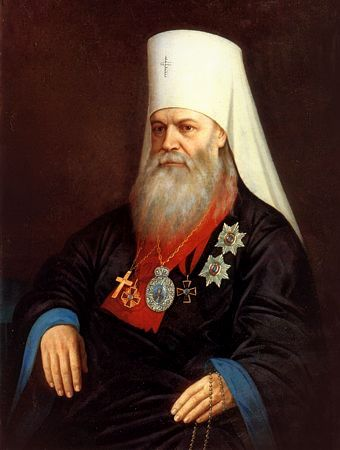
モスクワ府主教マカリイ1世。リヤサを着用し、クロブークを被り、パナギアと胸掛け十字架を首からかけて、左手にチョトキを持っている。

マカリイ1世（ロシア語: Макарий I, 1816年 - 1882年）、俗名はミハイル・ペトロヴィチ・ブルガーコフ（ロシア語: Михаил Петрович Булгаков）は、1879年から1882年までモスクワおよびコロムナの府主教であり、ロシア科学アカデミーを含む多くの教養のある社会団体のメンバーであった。

## 略歴
1841年、キエフ神学大学を卒業、1851年から1857年まで学院長を務めた。彼のよく知られる研究書として『正教定理神学』（ロシア語: Православно-догматическое богословие）があり、ラテン神学の方法論に依拠しつつ、1847年から1853年にかけて6巻に亘って刊行された。この著作は、定理神学（正教会における教義学に相当する訳語）の分野における古典的著作とも言われ、1889年8月に上田将による日本語訳が出版されている（外部リンク参照）。
1866年に代表作である『ロシア教会史』の刊行を開始し、この著作によってマカリイは最も知られることとなった。最高傑作である、ニーコン総主教時代の総主教制について書かれた第12巻は、死後出版された。
棺は、至聖三者聖セルギイ大修道院の生神女就寝大聖堂内に安置されている。

## 表記・同名人物
16世紀に同名のモスクワ府主教マカリイ（Макарий、在位1542 - 1563）が居るが、16世紀のモスクワ府主教は全ルーシの府主教として首座主教であった一方、本記事の19世紀のモスクワ府主教は首座主教ではなかったため、同一の位としては「○世」としての連続したカウントがなされない。後者すなわち首座主教ではないモスクワ府主教には20世紀に「マカリイ2世」がいるためカウントされる。従って16世紀のマカリイ府主教は単に「マカリイ」と表記される一方、本記事で扱う19世紀のマカリイ府主教は「マカリイ1世」として表記される。本記事のマカリイは姓をつけて「マカリイ（ブルガーコフ）」として書かれる事もあるが、通常、正教会では主教・修道士に姓をつけて表記するのは稀である。